# Rue du Rhin
La rue du Rhin est une voie du 19e arrondissement de Paris, en France.

## Situation et accès
La rue du Rhin est une voie publique située dans le 19e arrondissement de Paris. Elle débute au 104, rue de Meaux et se termine au 7, place Armand-Carrel. C'est une voie à sens unique.

## Origine du nom
La rue porte le nom du Rhin, un fleuve d'Europe centrale et de l'Ouest.

## Historique
Avant, la rue s'appelait « chemin des Carrières du Centre ». La nouvelle dénomination date du 26 février 1867.
Le 23 mars 1918, durant la première Guerre mondiale, un obus lancé par la Grosse Bertha explose rue du Rhin.